# Kara Lang
Kara Elise Lang (* 22. Oktober 1986 in Calgary) ist eine ehemalige kanadische Fußballspielerin und Journalistin. Sie erhielt zu Beginn ihrer Sportlaufbahn insbesondere deshalb große mediale Aufmerksamkeit, weil sie bereits im Alter von 15 Jahren in der Nationalmannschaft debütierte. Nachdem sie ihre sportliche Laufbahn Anfang 2011 zunächst für beendet erklärt hatte, startete sie Ende 2013 einen Comebackversuch, der allerdings durch den dritten Kreuzbandriss ihrer Karriere im Februar 2014 scheiterte.

## Herkunft und Leben
Sie ist die Tochter von Brian und Moya Lang, hat mit Pierce einen Bruder und wuchs in Oakville, Ontario, auf. Dort besuchte sie die römisch-katholische Highschool St. Thomas Aquinas Secondary. 2005 immatrikulierte sie sich an der University of California, Los Angeles (UCLA) und studierte als Hauptfächer Geschichte und Kunstgeschichte, wandte sich aber auch der Kommunikationswissenschaft zu. Im April 2010 graduierte sie.
2011 wurde Lang anlässlich der Fußball-Weltmeisterschaft der Frauen in Deutschland vom kanadischen Fernsehsender Sportsnet als Expertin engagiert. Nach dem für das kanadische Team enttäuschenden Wettbewerb setzte sie ihre journalistische Tätigkeit im Sender fort und berichtet als sideline reporter beispielsweise von Big 10-Basketballspielen. Zudem schreibt sie Artikel für die Sportsnet-Homepage und hatte eine regelmäßige Kolumne in der Tageszeitung The Province. Lang lebt vegan, ist – ebenso wie ihr Vater – zertifizierte Yogalehrerin und engagiert sich als technische Direktorin und Trainerin beim Sozialprojekt Street Soccer Canada. Vormals hat sie auch als Fitnessberaterin im John Wooden Recreation Center der UCLA (universitätsinternes Sportzentrum) sowie als Designerin bei dem kleinen in Vancouver ansässigen Sportbekleidungs-Hersteller Capleoa Athletic gearbeitet.

## Sportliche Karriere

### Vereine
Lang begann im Alter von fünf Jahren mit dem Fußballspielen, spielte jedoch zunächst im nicht wettkampforientierten houseleague-System. Später entschied sie sich für eine ernsthaftere Hinwendung zum Sport und schloss sich den competitive- oder Rep-Jugendteams (von representative) des Oakville Soccer Club, den Oakville Angels, an. Dort bestritt sie im April 2001 ihr erstes Spiel.
2003 wechselte sie zu den Vancouver Whitecaps Women und spielte mit diesem vier Jahre in der W-League, der damals höchsten Spielklasse im US-amerikanischen und kanadischen Frauenfußball. Musste man sich 2003 im Finale der Western Conference noch den Seattle Sounders Women geschlagen geben, konnte die Mannschaft 2004 durch einen 4:2-Sieg im Elfmeterschießen gegen die New Jersey Wildcats die Meisterschaft gewinnen. Das Team aus Mercer County, New Jersey, revanchierte sich jedoch im Folgejahr 2005, als es Langs Mannschaft im Halbfinale besiegte und wenig später seinerseits Meister wurde. In diesen drei Spielzeiten hatten die Whitecaps die reguläre Wertung der Western Conference stets als überlegen führendes Team abgeschlossen.
Nach ihrem Highschool-Abschluss wurde sie als Nummer 1 von der UCLA gescoutet und schloss sich mit ihrem Studienbeginn im Sommer 2005 den dortigen Bruins an. Gleich in ihrer ersten dortigen Spielzeit, in der sie bei 24 von 26 Begegnungen auflief, entwickelte sie sich unter Cheftrainerin Jillian Ellis zu einer wichtigen Führungsspielerin, setzte bezüglich der Anzahl an Toren und Vorlagen zwei neue UCLA-Freshman-Rekorde (Freshman = Student des 1. und 2. Semesters), erzielte einen Hattrick in ihrem zweiten Spiel und drei spielentscheidende Tore, schoss in fünf Partien jeweils mindestens zwei Tore und konnte mit der Mannschaft nach 22 Siegen und nur je zwei Unentschieden und Niederlagen die Pacific-12 Conference-Meisterschaft feiern. Darüber hinaus führte sie die Bruins ins Finale der NCAA Championships, das man allerdings deutlich mit 4:0 gegen die Portland Pilots mit Langs Landfrau und Nationalmannschaftskollegin Christine Sinclair verlor – während des Turniers traf Lang acht Mal in sechs Spielen, allen mit Ausnahme des Finales. Aufgrund der besonderen Auslegung der W-League als „offene Liga“ konnte Lang parallel zum Studium und in den Spielzeitpausen der Bruins weiterhin für die Whitecaps aktiv sein und verhalf diesen 2006 zu einem weiteren Meistertitel. Dabei zog sie sich jedoch eine Kreuzbandverletzung zu und nahm daraufhin ein medizinisches redshirt, das ihr eine Verlängerung ihrer Collegesportzeit um drei Jahre ermöglichte. Erst am 28. September 2007 bestritt sie beim 2:1-Sieg über ebenfalls die Portland Pilots ihr nächstes Spiel für die Bruins und steuerte beide Treffer bei. Insgesamt gelangen ihr in der Saison 2007 sieben Tore, zudem gewann sie mit der Mannschaft abermals – ihr zweiter Titel, da sie in der ebenfalls erfolgreichen Spielzeit 2006 wie erwähnt pausierte – die Pacific-12 Conference-Meisterschaft und erreichte in den NCAA Championships das Halbfinale. 2008 konnte Kara Lang verletzungsfrei wieder zu alter Stärke zurückfinden. Sie absolvierte 24 Spiele, schoss fünf Tore, bereitete neun weitere direkt vor und verhalf den Bruins damit zu einer ungeschlagenen Saison mit 18 Siegen und zwei Unentschieden und dem vierten Conference-Titel in Serie. Anschließend kämpfte sich die Mannschaft in den NCAA Championships unter anderem durch zehn Tore von Lang abermals ins Halbfinale und hatte damit seit 2003 sechs Mal in Folge mindestens den vierten Rang belegt.
Am 25. März 2009 gaben die Pali Blues aus Pacific Palisades, einem Stadtteil von Los Angeles, die Verpflichtung Langs bekannt. Parallel zum Studium kehrte sie somit in den Ligabetrieb der W-League zurück. Diese war mittlerweile allerdings im Zuge der Etablierung der Women’s Professional Soccer auf die zweite Leistungsebene heruntergestuft worden. Zwar konnte das kalifornische Team den Titel gewinnen, doch Lang hatte nur zwei Einsätze. Im Sommer gleichen Jahres absolvierte sie für die Bruins die ersten neun Partien der neuen Pacific-12 Conference-Saison, bevor sie sich am 25. September in einem Spiel gegen die Cal State Northridge Matadors eine erneute schwere Knieverletzung zuzog und daraufhin ihre Collegesport-Karriere beendete. Nach Langs Genesung unterschrieb sie im März 2010 einen Einjahresvertrag bei ihrem ehemaligen Verein, den Vancouver Whitecaps. Mit diesen erreichte sie nochmals das Finale um den W-League-Titel, dort siegte jedoch Western New York Flash mit 3:1.
Am 5. Januar 2011 verkündete Kara Lang in den Räumen des Oakville Soccer Club vor Pressevertretern, Trainern, Vereinsangestellten und jungen Fans im Alter von nur 24 Jahren ihren Rücktritt vom aktiven Sport – als Gründe gab sie fortwährende Kreuzband- und Knieverletzungen an.

### Nationalmannschaft
Nach zahlreichen Einsätzen in der kanadischen U-20-Nationalmannschaft debütierte Lang am 1. März 2002 während des Algarve-Cups im Seniorinnen-Kader und hält damit den Rekord als jüngste Kanadierin, die in einem A-Länderspiel auflaufen durfte. Zwei Tage später erzielte sie am 3. März im Alter von 15 Jahren und 132 Tagen gegen die walisische Auswahl ihren ersten Treffer und ist damit bis dato die weltweit jüngste Spielerin, die ein offiziell anerkanntes Tor in einem A-Länderspiel der Frauen geschossen hat.
Wenig später wurde sie in den Kader der in ihrem Heimatland ausgetragenen ersten U-19-Weltmeisterschaft der Frauen 2002 berufen. Im Verlauf des Turniers erzielte sie in sechs Partien drei Tore und traf darüber hinaus im Halbfinale auch im Elfmeterschießen gegen Brasilien. Das kanadische Team unterlag erst im Finale den Vereinigten Staaten. Im Alter von 16 Jahren stand sie im Aufgebot für die Weltmeisterschaft 2003, lief dort zu allen sechs Spielen Kanadas auf und schoss zwei Tore. Zunächst traf sie in der Gruppenphase gegen Japan und verwandelte schließlich im Halbfinale einen Freistoß sehenswert direkt zur 1:0-Führung gegen Schweden. Die Nordeuropäerinnen drehten die Partie jedoch noch und gewannen mit 2:1. Letztendlich beendete Kanada das Turnier – nach der anschließenden 3:1-Niederlage gegen die Vereinigten Staaten im Spiel um Platz drei – auf dem vierten Rang. Nach ihren ersten zwei Jahren war Lang jene Nationalspielerin mit den meisten gespielten Minuten in diesem Zeitraum, 2003 stellte sie mit 21 Partien und 1740 Spielminuten sogar zwei neue Rekorde auf.

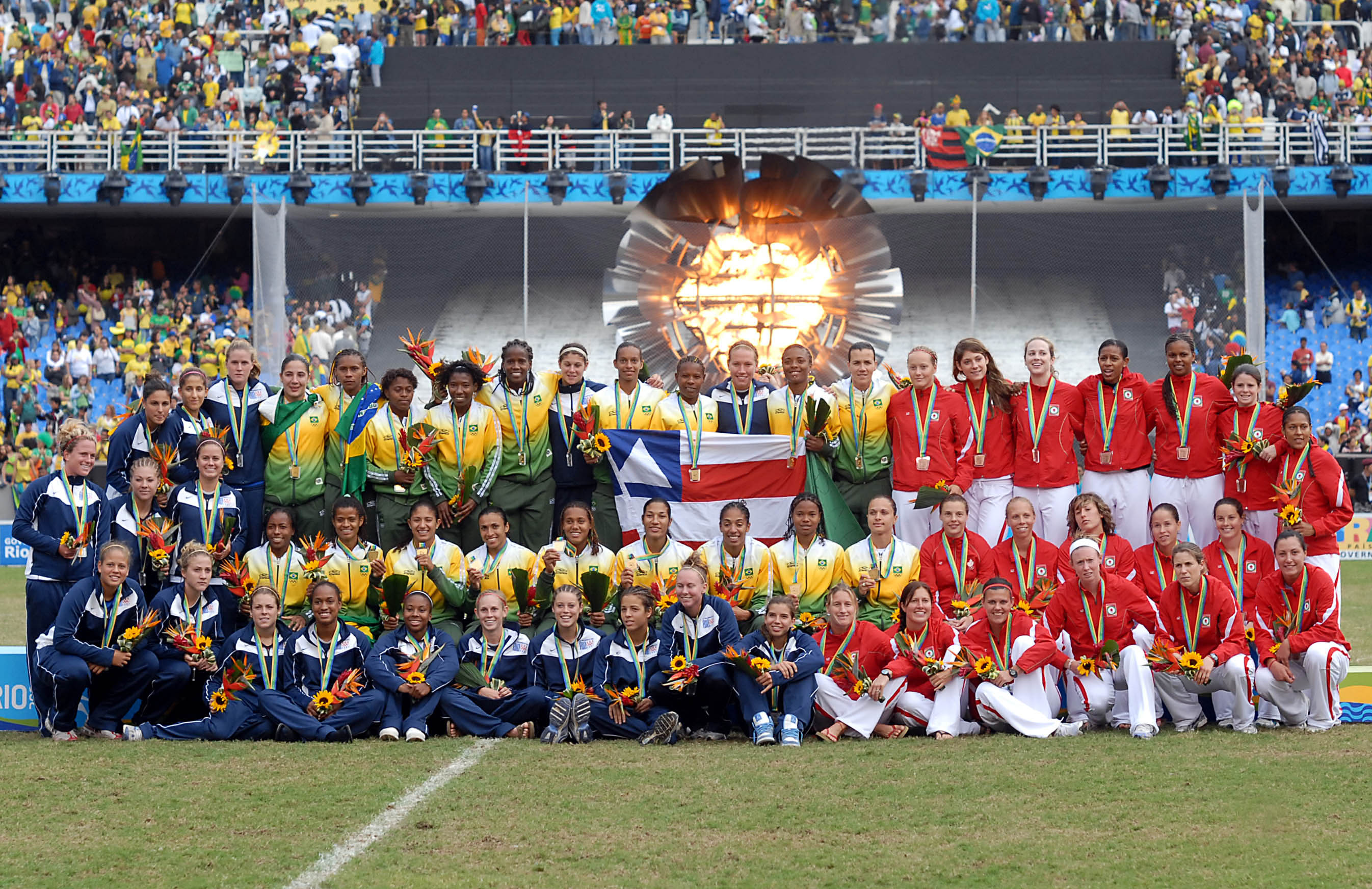
Gruppenfoto der nach der Siegerehrung bei den Panamerikanischen Spielen 2007. (Lang in der hinteren Reihe, stehend, sechste von rechts)

Auf Wunsch des Trainers Ian Bridge spielte Kara Lang in der CONCACAF-Qualifikation zur U-19-Weltmeisterschaft 2004 erstmals als Innenverteidigerin und wurde an der Seite von Emily Zurrer zur Führungsspielerin der Mannschaft. Letztendlich konnte zwar das Qualifikationsturnier gewonnen werden, bei der in Thailand ausgetragenen Weltmeisterschaft schied man allerdings trotz hoher Erwartungen mit 1:3 gegen China im Viertelfinale aus. 2005 überschritt Lang als jüngste Spielerin weltweit die Marke von 50 Länderspielen. Ein Jahr darauf scheiterte Kanada bei der U-20-Weltmeisterschaft 2006 in Russland bereits in der Gruppenphase; im CONCACAF-Qualifikationsturnier zum Wettbewerb erzielte Lang am 22. Januar 2006 gegen Mexiko nur vier Sekunden nach Anpfiff aber das schnellste Tor aller Zeiten im Frauenfußball. Nachdem Lang den CONCACAF Women’s Gold Cup 2006 und die dortige Finalniederlage ihrer Mannschaft wegen einer Kreuzbandverletzung verpasst hatte, sicherte sie sich mit dem kanadischen Team im Juli 2007 die Bronzemedaille bei den Panamerikanischen Spielen in Rio de Janeiro. Sie trug mit fünf Toren in sechs Partien zu diesem Erfolg bei. Knapp zwei Monate später erlebte sie in China ihre zweite Weltmeisterschaft der Seniorinnen, in der Kanada allerdings abermals die Gruppenphase nicht überstand. Lang wurde in allen drei Spielen von Beginn an eingesetzt.
Ein Karrierehöhepunkt – wenn auch nicht in sportlicher Hinsicht – war die Nominierung zum Aufgebot für und die folgende Teilnahme an den Olympischen Sommerspielen 2008 in China. Im Gruppenspiel gegen Argentinien steuerte Lang am 6. August im Tianjin Olympic Centre Stadium einen Treffer zum 2:1-Sieg der Kanadierinnen bei, die sich allerdings im Viertelfinale den Kontrahentinnen und späteren Olympiasiegerinnen aus den USA mit 2:1 nach Verlängerung geschlagen geben mussten. Zum Abschluss ihrer Karriere gewann Lang mit dem Team schließlich den CONCACAF Women’s Gold Cup 2010. Im Finale konnte Gastgeber Mexiko mit 1:0 besiegt werden. Von den fünf Spielen absolvierte Lang jedoch nur zwei: Im Gruppenspiel gegen Guyana stand sie in der Startelf und erzielte beim 8:0-Sieg einen Treffer und im Halbfinale gegen Costa Rica am 5. November wurde sie von Trainerin Carolina Morace eingewechselt. Dies war ihr zunächst letztes professionelles Fußballspiel.
Nach Langs Rücktritt äußerten ihre ehemaligen Nationalmannschaftmitspielerinnen Diana Matheson, Robyn Gayle, Carmelina Moscato und Melanie Booth, dass sie eine der enthusiastischsten, ausgelassensten, zuvorkommendsten und spontansten Personen (orig.: „one of the most enthusiastic, hilarious, courteous and spontaneous people“) sei, die sie kennen würden und dass sie stolz seien, Lang nicht nur als Teamkollegin, sondern auch als eine der besten und lebenslange Freundin bezeichnen zu können. Mit ihren 34 Länderspieltoren steht sie noch immer (Stand: Juni 2019) auf dem vierten Rang der ewigen Torschützinnenliste der kanadischen Nationalteams.
Im November 2013 nahm Lang erstmals nach ihrem Rücktritt wieder an einem Trainingslager der kanadischen Nationalmannschaft teil, schlug jedoch zunächst ein Angebot des Nationaltrainers John Herdman aus, im Rahmen der NWSL-Player-Allocation 2014 erneut Fuß im professionellen Vereinsfußball zu fassen.

## Erfolge
Vereinsebene
- W-League-Meistertitel: 2004, 2006
- W-League-Titel: 2009
- Pacific-12 Conference-Champion: 2005, 2007, 2008
- Aufnahme in die Canadian Soccer Hall of Fame: 2015

Nationalmannschaftsebene
- CONCACAF Women’s Gold Cup: 2010
- Zypern-Cup: 2008

Persönliche Auszeichnungen
- Canadian Player Awards – Canadian U-20 Players of the Year: 2005
- Soccer America’s Preseason All-America Team: 2005
- Soccer Buzz Freshman All-America Team: 2005
- All-Pac-10 Freshman Team: 2005

## Weiterführend

### Anmerkung
1. ↑  Im US-amerikanischen Collegesport dauert eine Saison für gewöhnlich von Mitte August bis spätestens Anfang Dezember eines Jahres. – Das NCAA Women’s Soccer Championship dauert in der Regel knapp drei Wochen und findet im November/Dezember statt. – Die Spielzeiten der W-League, Playoffs einbezogen, dauern zumeist von Mai bis August.